# Miriam Toews

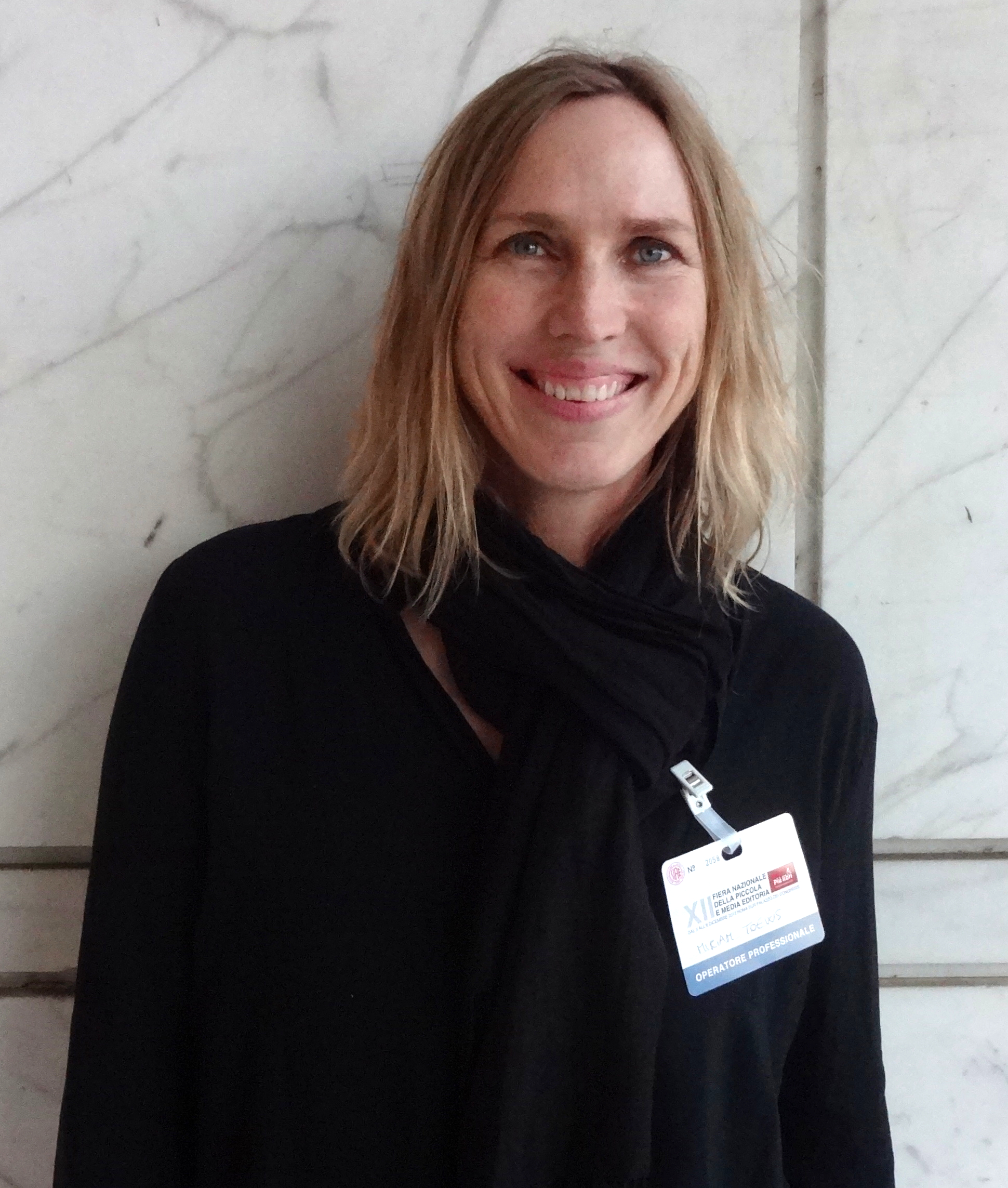
Miriam Toews (2013)

Miriam Toews (* 21. Mai 1964 in Steinbach, Manitoba) ist eine kanadische Schriftstellerin und freie Journalistin. Sie lebt und arbeitet in Winnipeg. Sie wurde 2008 für ihren Roman Die fliegenden Trautmans unter anderem mit dem Rogers Writers’ Trust Fiction Prize ausgezeichnet, den sie 2014 erneut für All My Puny Sorrows erhielt.

## Leben und Werk
Toews studierte an der University of Manitoba sowie an der University of King's College in Halifax Filmwissenschaften und Journalismus und hat als freiberufliche Journalistin für Presse und Rundfunk gearbeitet. Mit ihrem Roman A Complicated Kindness (2004) wurde sie international bekannt. Der Roman blieb über ein Jahr lang auf den kanadischen Bestseller-Listen und wurde mit dem Governor General’s Award for Fiction, dem bedeutendsten Literaturpreis Kanadas, ausgezeichnet. In dem Roman A Complicated Kindness geht es um die 16-jährige Tochter von Russlandmennoniten, die davon träumt, aus der Enge ihrer Kleinstadt-Welt auszubrechen, um mit Lou Reed in den Slums von New York City abzuhängen. 2005 ist dieser Roman unter dem Titel Ein komplizierter Akt der Liebe im Berlin Verlag auch in deutscher Sprache erschienen. Die Übersetzerin Christiane Buchner hat bei ihrer Arbeit auch großen Wert auf die korrekte Wiedergabe der zahlreichen Zitate in der Sprache der Russlandmennoniten (Plautdietsch) gelegt.
Im Herbst 2006 nahm Toews an Dreharbeiten des Films Stellet Licht von Carlos Reygadas teil. Neben Maria Pankratz aus Espelkamp ist Toews eine der beiden (Laien-)Hauptdarstellerinnen des wohl ersten Kinofilms in plautdietscher Sprache.

## Rezeption bei den Mennoniten
Mennoniten nehmen den Roman Ein komplizierter Akt der Liebe von Miriam Toews unterschiedlich auf. Während er in konservativeren Kreisen kaum bekannt ist, wird der Roman von anderen als beachtliche literarische Auseinandersetzung der Autorin mit ihrer russlandmennonitischen Herkunft gewürdigt.

## Politische Einstellungen
Im Oktober 2024 gehörte Toews zu den Unterzeichnern eines Aufrufs zum Boykott israelischer Kulturinstitutionen, „die an der überwältigenden Unterdrückung der Palästinenser mitschuldig sind oder diese stillschweigend beobachtet haben“.

## Werke
- Summer of My Amazing Luck. 1996
  - Sommer meines Lebens. Übers. Katrin Behringer, Berlin Verlag, Berlin 2012, ISBN 978-3-8333-0798-0.
- A Boy of Good Breeding. 1998
  - Kleinstadtknatsch. Übers. Christiane Buchner, Berlin Verlag, 2007, ISBN 978-3-8270-0731-5.
- A Complicated Kindness. 2004
  - Ein komplizierter Akt der Liebe. Übers. Christiane Buchner, Berlin Verlag, 2005, ISBN 3-8270-0598-1.
- Swing Low: A Life. 2005
  - Mr T., der Spatz und die Sorgen der Welt. Das Leben meines Vaters. Übers. Christiane Buchner, Martina Tichy.[4] Berlin Verlag, 2013, ISBN 978-3-8270-1131-2
- The Flying Troutmans. 2008
  - Die fliegenden Trautmans. Übers. Christiane Buchner, Berlin Verlag, 2008, ISBN 978-3-8270-0807-7.
- Irma Voth. 2011
  - Kleiner Vogel, klopfendes Herz. Übers. Christiane Buchner, Berlin Verlag, 2011, ISBN 978-3-8270-1029-2.
- All My Puny Sorrows. 2014
  - Das gläserne Klavier. Roman. Übers. Monika Baark.[5] Berlin Verlag, 2016, ISBN 3-8270-1249-X.
- Women Talking. 2018
  - Die Aussprache. Roman. Übers. Monika Baark. Hoffmann und Campe, Hamburg 2019, ISBN 978-3-455-00510-3.
- Fight Night. Bloomsbury, New York 2021, ISBN 978-1-63557-817-1.

## Auszeichnungen
- Governor General's Award für A Complicated Kindness
- Giller Prize (nominiert) für A Complicated Kindness
- McNally Robinson Book of the Year Award für Swing Low: A Life
- Alexander Kennedy Isbister Award for Non-Fiction für Swing Low: A Life
- McNally Robinson Book of the Year Award für A Boy of Good Breeding
- Stephen Leacock Memorial Medal for Humour (nominiert) für Summer of My Amazing Luck
- John Hirsch Award für Summer of My Amazing Luck
- National Magazine Award Gold Medal for Humour
- A Complicated Kindness ging als Gewinner aus der Auswahl von Canada Reads 2006, einer Initiative des Liedermachers, Dichters und Herausgebers John K. Samson, hervor.
- 2014: Rogers Writers’ Trust Fiction Prize für All My Puny Sorrows